# Eudianodes swanzyi
Eudianodes swanzyi is een keversoort uit de familie boktorren (Cerambycidae). De wetenschappelijke naam van de soort is voor het eerst geldig gepubliceerd in 1868 door Pascoe.